# Dorfkirche

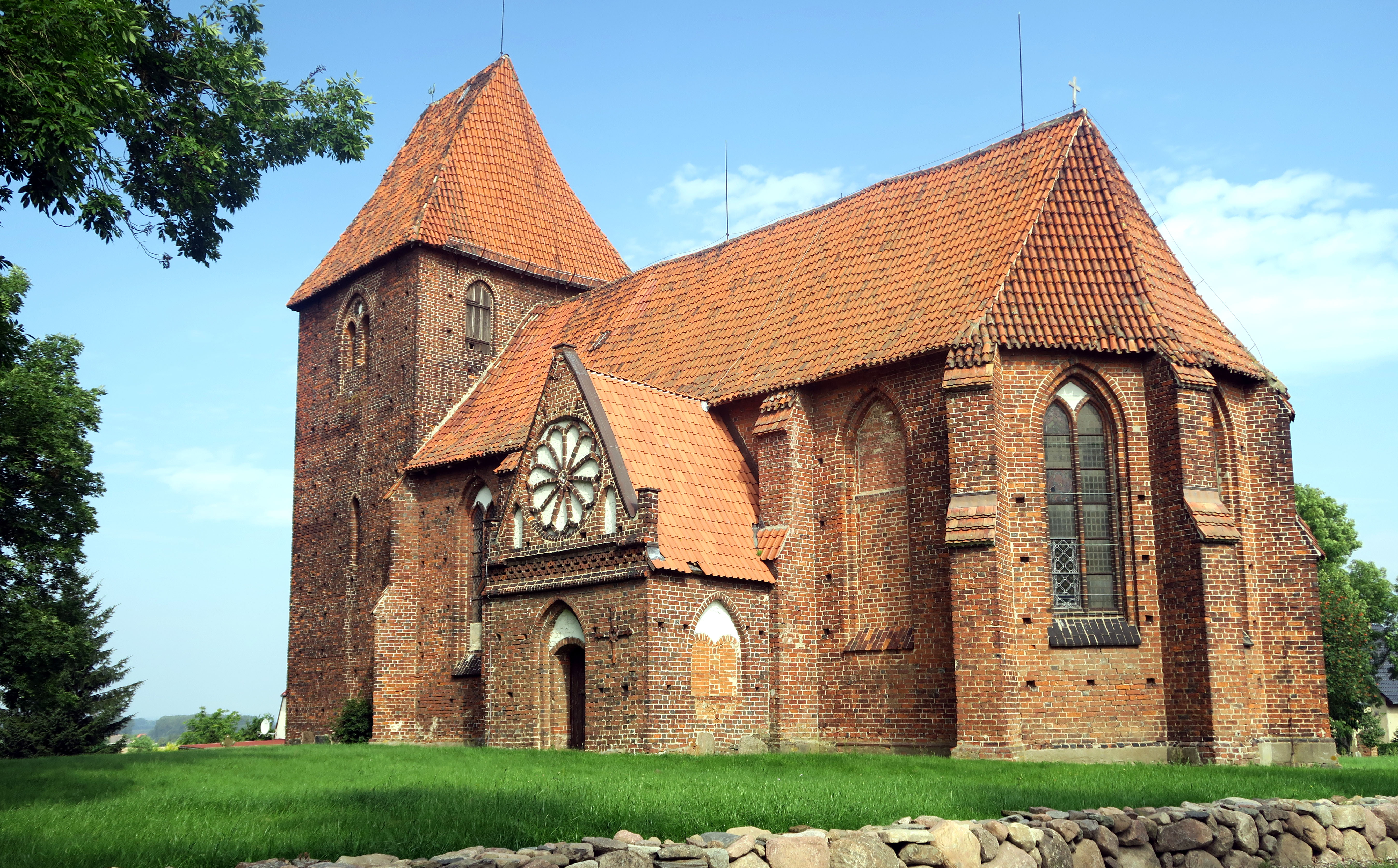
Dorfkirche St. Laurentius in Hornstorf

Dorfkirche ist die kunstgeschichtliche und volkskundliche Bezeichnung für das Kultgebäude einer dörflichen Gemeinde; kirchliche und staatliche Verwaltungskategorien verwenden diesen Begriff nicht. Entscheidend für die Begriffsbestimmung der Kunstgeschichte und der Volkskunde ist nicht der Rang der Kirche (Pfarr-, Mutter- oder Filialkirche, Kapelle), sondern die Gestaltung aus dem Wesen dörflicher Lebensweise. Sie ist in der Regel mittelalterlichen bis frühneuzeitlichen Ursprungs und oft Siedlungskern des Dorfes. Nicht alle Kirchen auf dem Land sind daher Dorfkirchen; abgesehen von Kloster- und Wallfahrtskirchen können auch die meisten ländlichen Kirchen der späteren Neuzeit nur mit Einschränkungen als solche bezeichnet werden.

## Datierungen, Baustile und Schmuckformen
Dorfkirchen sind oft die ältesten baulich erhaltenen Zeugnisse der Besiedlung einer Landschaft. Betrachtet man die Entstehungszeiten, kann man teilweise die Wege der Christianisierung nachvollziehen, wie zum Beispiel an der Straße der Romanik in Sachsen-Anhalt.
Beginnend in der Romanik war die räumliche und gestalterische Weiterentwicklung der Dorfkirche gekoppelt an die Entwicklung des Dorfes und der landwirtschaftlichen Produktionsverhältnisse im Allgemeinen und an regionale Aufschwünge und Krisen im Besonderen. Zu allen Zeiten erfuhren Dorfkirchen Um- und Erweiterungsbauten.
Da es nur im Ausnahmefall Schriftquellen zur Baugeschichte einer Dorfkirche gibt, sind Datierungsversuche mit erheblichen Problemen verbunden.

## Baugestalt: Baumaterial und Grundrisstypen

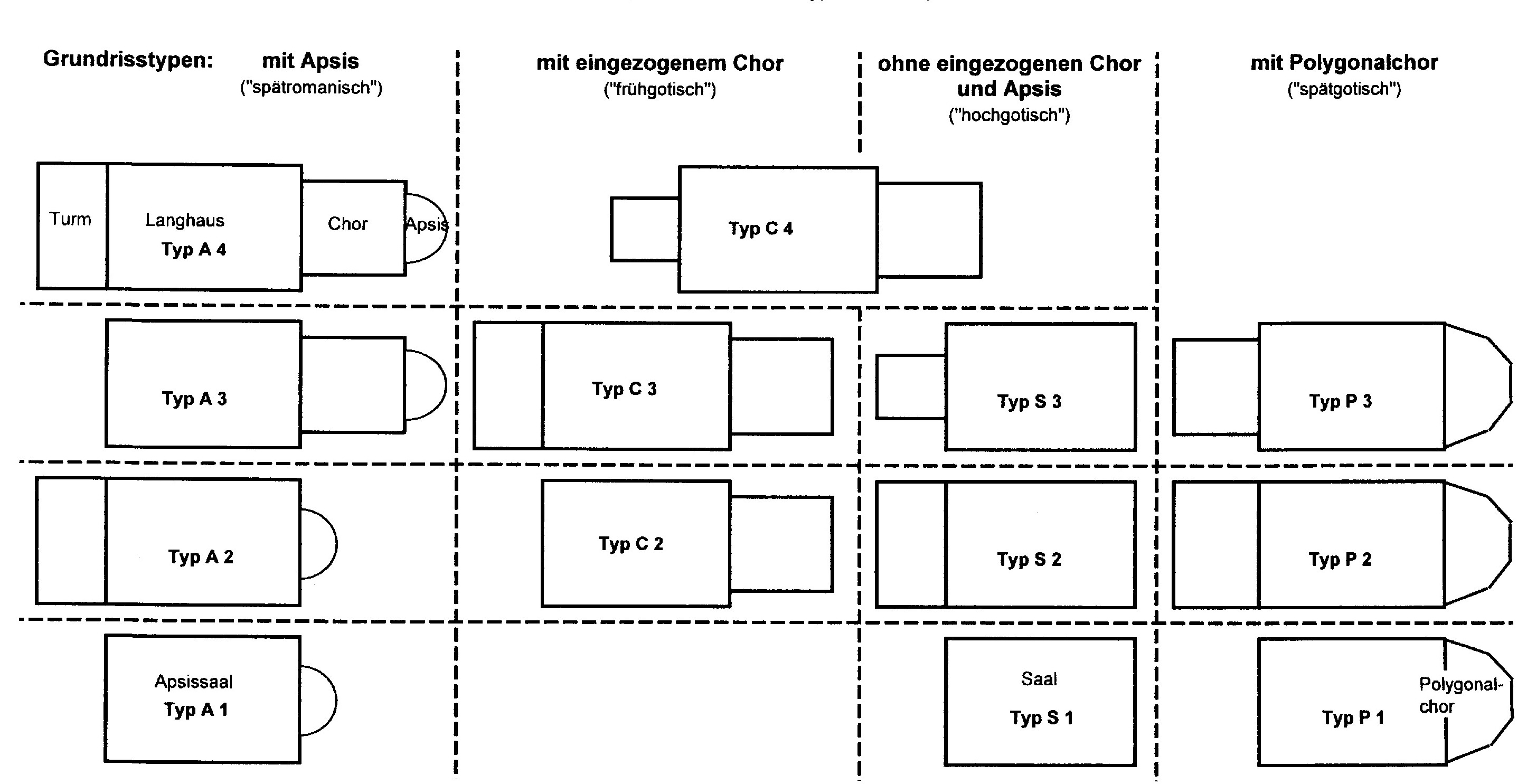
Grundrisstypen nach Stilepochen (problematisch)

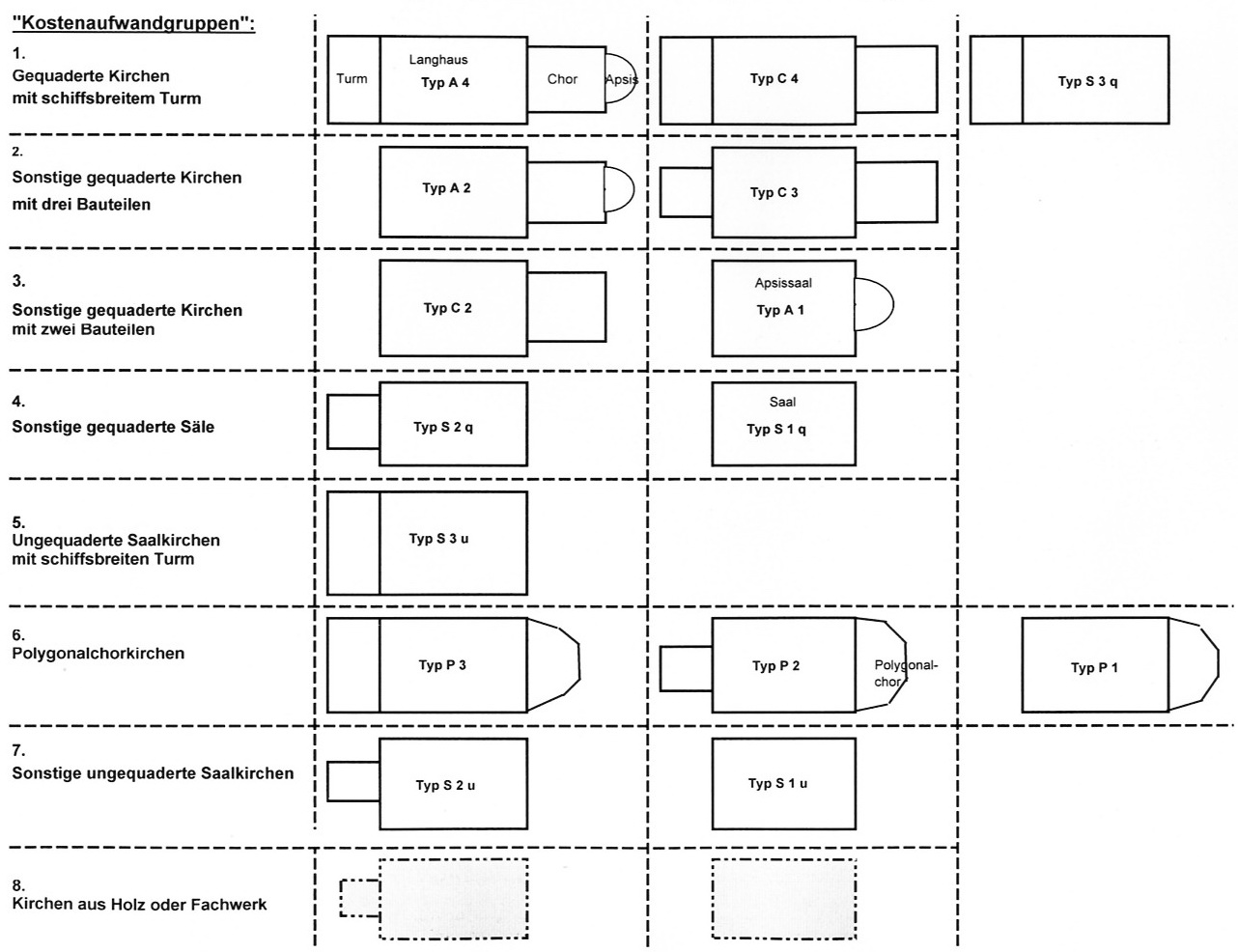
Grundrisstypen nach ökonomischem Aufwand, der auch eine frühere Bauzeit bedingt

Zumindest für die neuen Bundesländer wird, vor allem aufgrund der archäologischen Funde in der Niederlausitz, inzwischen davon ausgegangen, dass in den Gebieten des hochmittelalterlichen Landesausbaus in der Germania Slavica von den zuziehenden Neusiedlern zunächst Holzkirchen erbaut wurden.
Erst nach einem Abstand von 20 bis 30 Jahren, also etwa einer Generation, wurden die Holzkirchen durch Steinbauten ersetzt, vor allem um die beträchtlichen Baukosten anzusparen, denn die frisch gerodeten Felder brauchten erst einmal einen Vorlauf bis zum vollen Ertrag. Dabei wurde das Material verwendet, welches vor Ort zur Verfügung stand. So kann man heute unterscheiden zwischen den Feldsteinkirchen und den Dorfkirchen aus Backstein. Die Wahl des Baumaterials und des Grundrisstyps war aber auch stark abhängig von der ökonomischen Leistungsfähigkeit des Dorfes, die sich vor allem aus der Gemarkungsgröße und der Bodenqualität ergibt (Ernteertrag). Dabei ist der Backstein gegenüber dem Feldstein offenbar das teurere Baumaterial. Deswegen begegnen z. B. in Brandenburg Dorfkirchen aus Backstein nicht nur auf den findlingsarmen Talsandböden des Havellandes, sondern auch in klostereigenen Dörfern (z. B. die Dörfer im Umkreis des Klosters Dobrilugk). Wegen der Baukosten sind nicht wenige Dörfer im Mittelalter ohne Steinkirche geblieben, sondern mussten sich mit Holzkirchen oder Fachwerkkirchen begnügen.
Mangels Schriftquellen zum Baugeschehen werden meist Baumaterial und Grundrisstyp als Kriterien zur Datierung herangezogen. Dabei wird von einem prozesshaften Verlauf ausgegangen: vom sorgfältig gequaderten Feldstein zum einfach gespaltenen, ungequaderten Findling (Backsteinbauten sind meist jünger), vom vielfach gestaffelten Grundriss zum einfachen Saal. Diese Kriterien werden in die geläufigen Stilepochen eingepasst. Jedoch hat schon Erich Bachmann darauf hingewiesen, dass die von ihm gebildeten vier Dorfkirchen-Grundrisstypen „vollständige Anlage“, „Chorquadratkirche“, „Chorturmkirche“ und „Apsissaal“ innerhalb derselben Stilepoche, nämlich der „Spätromanik“, vorkommen. Inzwischen werden allerdings die Stilbegriffe problematisiert.
Gruppiert man die Grundrisstypen nach ihrem Kostenaufwand (sorgfältige Quaderung und vielfach gestaffelter Grundriss sind teurer, vor allem ein schiffsbreiter Turm), so zeigt sich auch hier ein (nicht stilistisch orientierter) zeitlicher Verlauf: Bauherren, die genug Einkünfte haben, um sich den kostenaufwändigsten Typ zu leisten, sind auch diejenigen, die als erste die Holzbauten ablösen können. Unter dem Gesichtspunkt des „ökonomischen Faktors“ im Dorfkirchenbau zeigt sich, dass die Chorquadratkirche nicht eine prozesshaft um die Apsis reduzierte Saalkirche darstellt, sondern offenbar zeitgleich auftritt (vgl. Erich Bachmann). Dass Dorfkirchen mit ungequaderten Findlingen oder Mischmauerwerk (geringerer Kostenaufwand) erst im Spätmittelalter gebaut wurden, ist ohnehin unumstritten.

## Kirchturm
Die Dorfkirche besitzt in der Regel einen Turm mit einer oder zwei Glocken und der Turmuhr mit Zifferblättern. Die Bauart des Kirchturms beeinflusst den Bauaufwand der Dorfkirche beträchtlich. Man unterscheidet in dieser Hinsicht fünf Bauarten:
- Kirchturm mit eigenem Fundament, an einer Langhausseite angebaut.

- Kirchturm mit eigenem Fundament, der in seinem unteren Teil den meist eingezogenen Chor oder die Apsis enthält (Chorturm).

- Turm, der meist über dem Eingangsbereich auf das Dach des Langhauses aufgebaut ist und zweckmäßig unterstützt ist (Dachturm).
- Kleiner Turm, der irgendwo auf dem Dach des Langhauses angebracht ist (Dachreiter).

- Überdachtes Gerüst für die Glocken, das meist neben der Kirche steht und baulich nicht mit ihr verbunden ist (Glockenstapel).

## Liste der höchsten Türme von Dorfkirchen in Deutschland
Die Liste enthält Bauten mit einer Höhe von mindestens 48 Metern. Die Liste ist unvollständig.
| Höhe in m | Bauwerk                 | Vollendung | Ort             | Bundesland        | Bemerkungen                                      |
| --------- | ----------------------- | ---------- | --------------- | ----------------- | ------------------------------------------------ |
| 79,3      | Artländer Dom           | 1900       | Ankum           | Niedersachsen     | gilt als höchste Dorfkirche Deutschlands         |
| 78,0      | St. Ägidius             | 1531       | Schildthurn     | Bayern            |                                                  |
| 59,4      | St.-Mauritius-Kirche    | 1907       | Winzeln         | Baden-Württemberg | gilt als höchste Dorfkirche in Baden-Württemberg |
| 57,0      | St. Martinus            | 1537       | Bierlingen      | Baden-Württemberg |                                                  |
| 56,0      | Marienkirche Suhlendorf | 1905       | Suhlendorf      | Niedersachsen     | auch „Bauerndom“ genannt                         |
| 53,5      | Hoffnungskirche         | 1848/1886  | Westrhauderfehn | Niedersachsen     | gilt als der höchste Kirchturm in Ostfriesland   |
| 52,0      | St. Leonhard            | 1496       | Wonneberg       | Bayern            | Wallfahrtskirche                                 |
| 50,0      | St. Johann Baptist      | 1868       | Gehofen         | Thüringen         |                                                  |
| 50,0      | Evangelische Kirche     | 1864       | Seulberg        | Hessen            | auch „Seulberger Dom“ genannt                    |
| 48,0      | Evangelische Kirche     | 1625/1860  | Crainfeld       | Hessen            | auch „Vogelsberger Bleistift“ genannt            |

## Anbauten (Sakristeien, Totenhallen, Grüfte)
In den allermeisten Fällen zählen die Sakristeien nicht zum ersten Steinbau der Kirche, wurden aber oft noch im Mittelalter angebaut. Grüfte entstanden meist im Spätmittelalter und in der Frühen Neuzeit, Totenhallen in der Neuzeit.

## Die Dorfkirchenbewegung
Anfang des 20. Jahrhunderts entstand aufgrund umfassender Veränderungen auf dem Land die sogenannte Deutsche Dorfkirchenbewegung. Ein wichtiger Vertreter dieser Bewegung war Hans von Lüpke, der ab 1907 die Zeitschrift Die Dorfkirche mit dem anfänglichen Zusatz Illustrierte Monatsschrift zur Pflege des religiösen Lebens in heimatlicher und volkstümlicher Gestalt herausgab. Der Untertitel weist auf die inhaltliche Ausrichtung der Bewegung hin.

## Liste bekannter Beispiele

### Dänemark

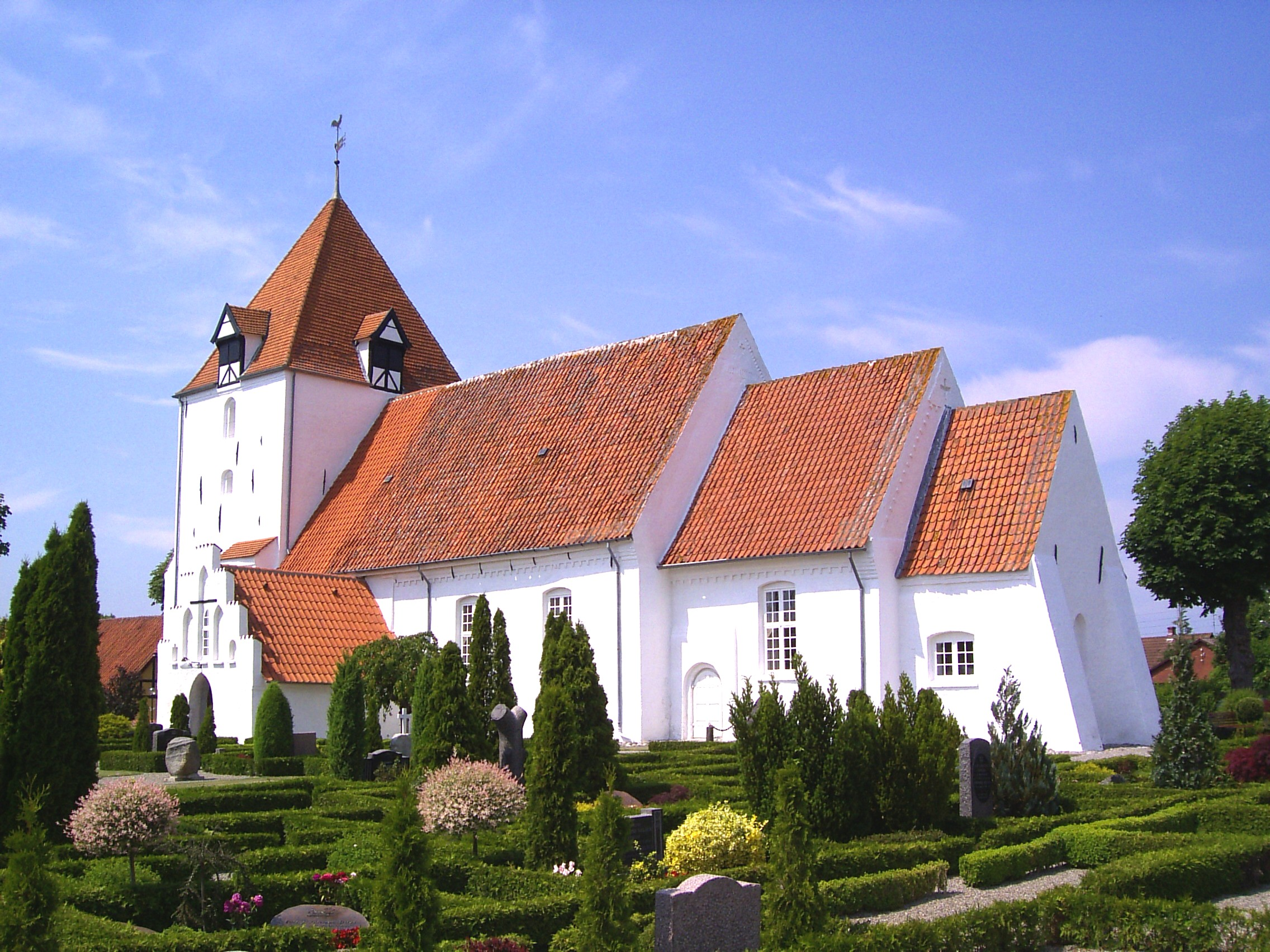
Typisch dänische Dorfkirche, weiß verputzt (Sandby)

- Hald Kirke
- Landkirchen von Ravnsborg

### Deutschland
- Baden-Württemberg:
  - Dorfkirche Nüstenbach
  - Dorfkirche Bernbach
  - Dorfkirche Wittendorf
  - Dorfkirche Londorf
  - Dorfkirche Altensteigdorf
  - Dorfkirche Zang
- Berlin:
  - Dorfkirchen in Berlin
- Brandenburg:
  - Liste von Dorfkirchen in Brandenburg
  - Liste der Feldsteinkirchen im Fläming
- Hessen:
  - Alte Kirche Wommelshausen, reines Bruchsteinmauerwerk ungequadert, mit ehemals querrechteckigen eingezogenen Chor und mittigem Dachreiter, Bauzeit 10./11. Jh.

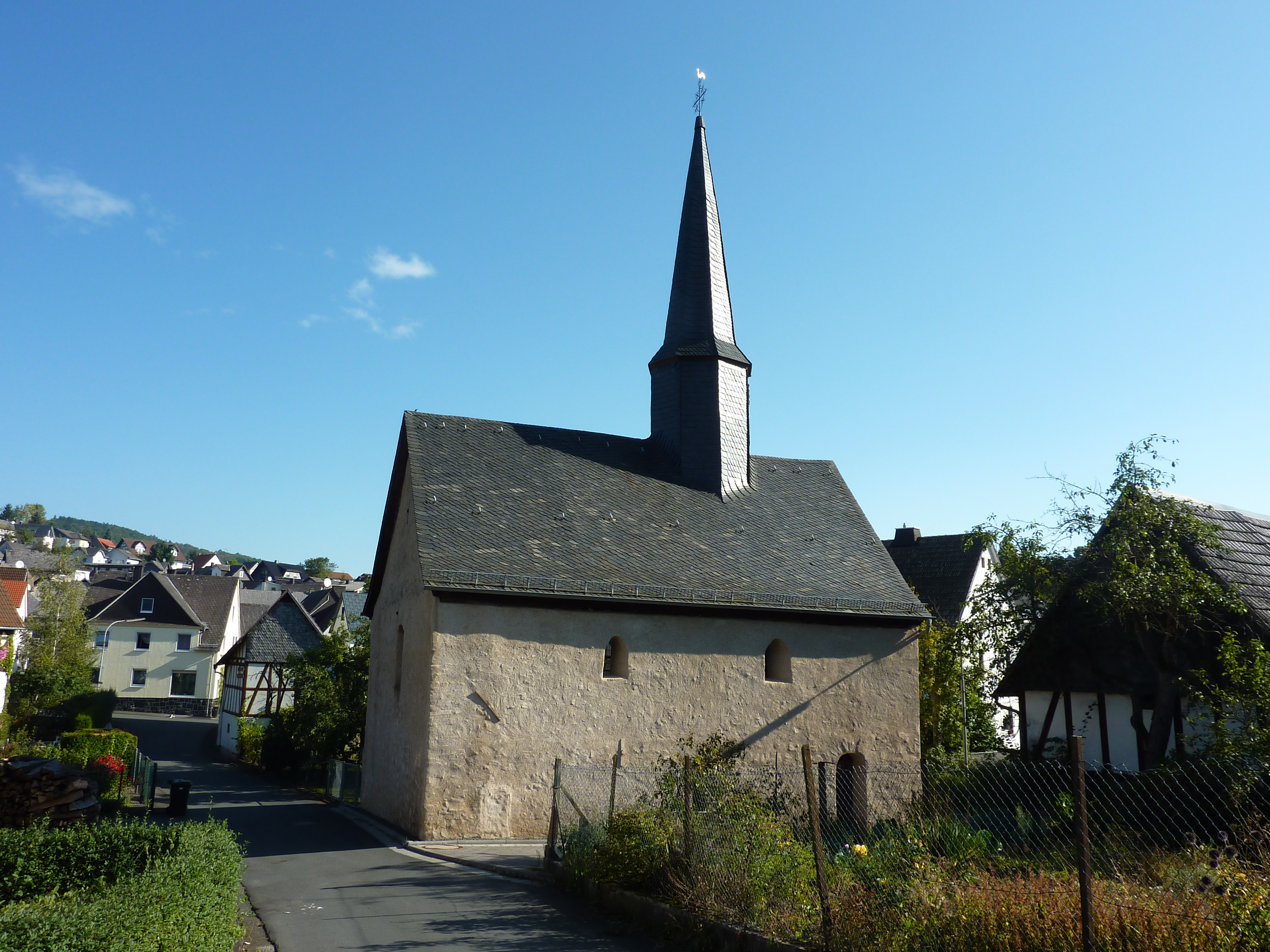
Alte Kirche Wommelshausen, reines Bruchsteinmauerwerk ungequadert, mit ehemals querrechteckigen eingezogenen Chor und mittigem Dachreiter, Bauzeit 10./11. Jh.

  - Liste der Kirchen im Landkreis Marburg-Biedenkopf
  - Liste der denkmalgeschützten Kirchen im Landkreis Gießen
- Mecklenburg-Vorpommern:
  - Liste der Kirchen in Mecklenburg-Vorpommern
- Niedersachsen:
  - Kreuzkirche (Braunschweig-Lehndorf)
  - Dorfkirche Bettmar
  - Dorfkirche Dörnten
  - Dorfkirche Kapern
  - St.-Marcus-Kirche (Marx)
  - St.-Annen-Kirche (Wolfsburg)
  - Marienkirche Suhlendorf
  - Dorfkirche Uchte
- Nordrhein-Westfalen:
  - St.-Vinzentius-Kirche (Harpen), Bochum
  - Stiepeler Dorfkirche, Bochum
  - Marienkirche (Wallenbrück), Spenge
- Sachsen:
  - Dorfkirche Eschefeld
  - Dorfkirche Pretzschendorf
  - Dorfkirche Radefeld
  - Dorfkirche Reichstädt
  - Dorfkirche Rödern
  - Dorfkirche Rossau
  - Dorfkirche Sadisdorf
  - Dorfkirche Schellenberg
  - Dorfkirche Selben
  - Dorfkirche Skassa
  - Dorfkirche Wallroda
  - Dorfkirche Waltersdorf (Großschönau)
  - Dorfkirche Wolteritz
  - Dorfkirche Zschorlau
  - Dorfkirche Zschortau
- Schleswig-Holstein
  - Liste der romanischen Kirchen in Angeln
  - Vicelinkirche
- Sachsen-Anhalt:
  - Liste von Dorfkirchen in Sachsen-Anhalt
- Thüringen
  - Dorfkirche Allendorf (Thüringen)
  - Dorfkirche Braunsdorf (Auma-Weidatal)
  - Dorfkirche Braunsdorf (Saalfeld)
  - Dorfkirche Wilhelmsdorf (Saale)
  - Dorfkirche Großengottern

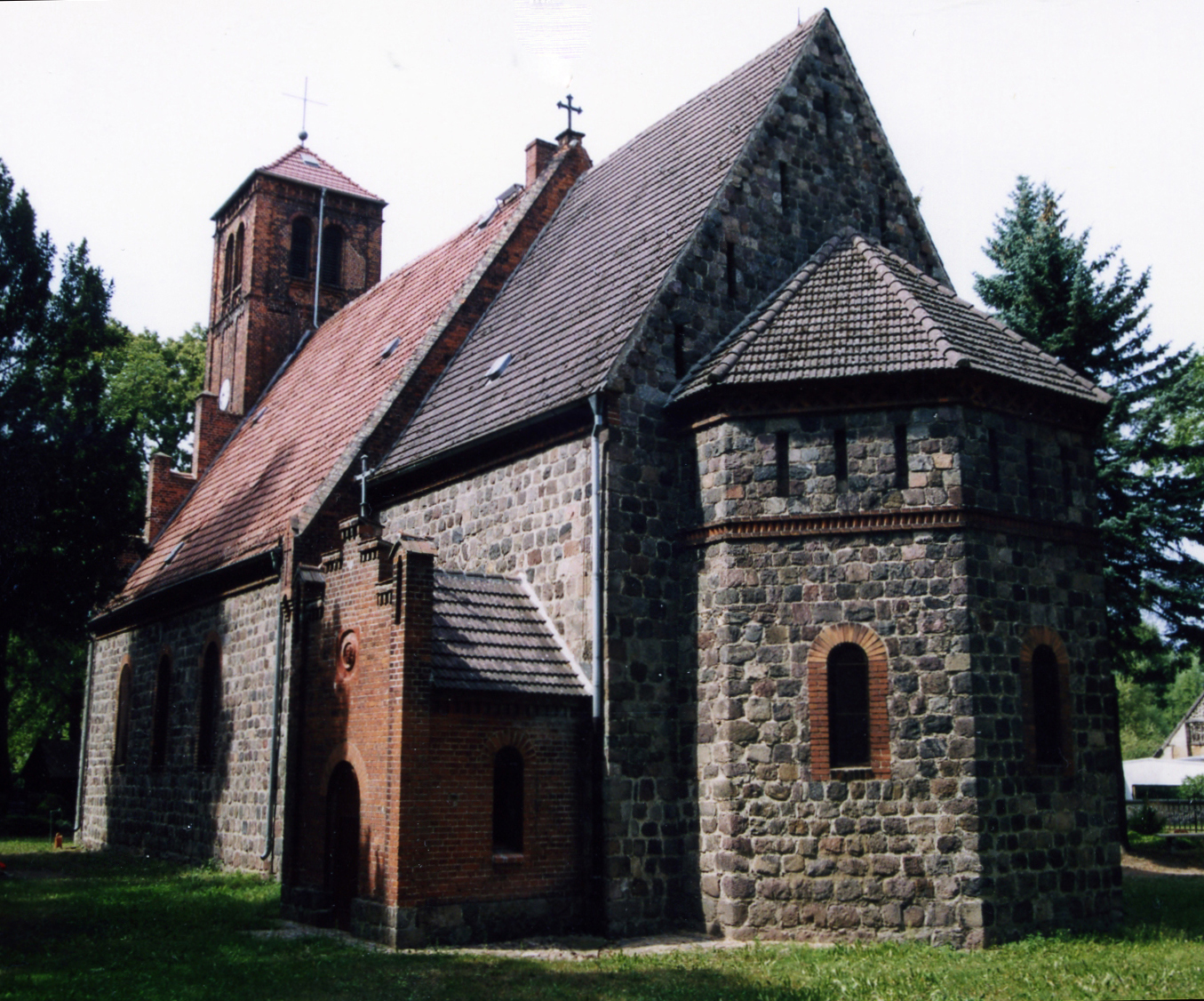
Dorfkirche Ladeburg in Brandenburg (Feldstein, sorgfältig gequadert)
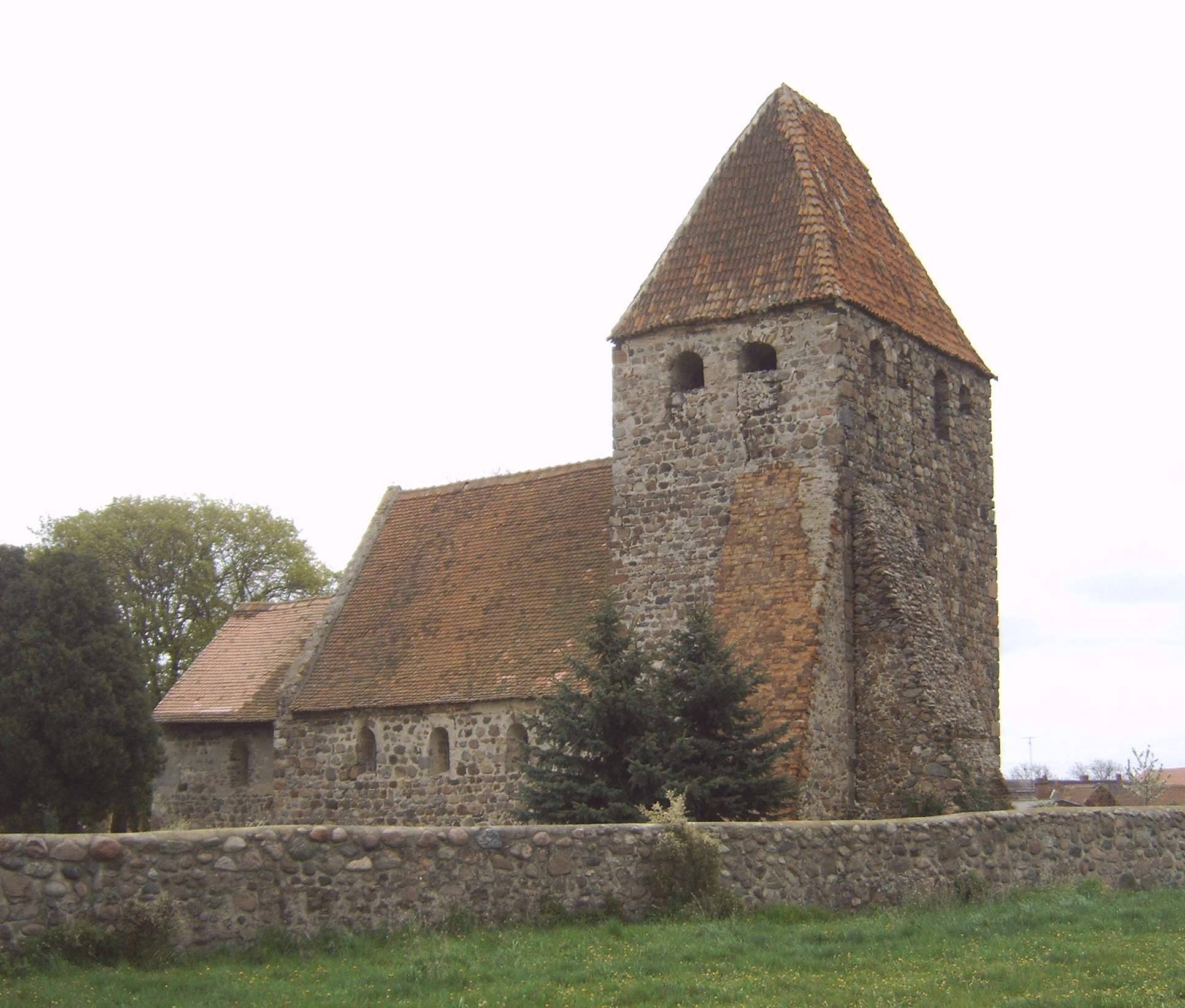
Dorfkirche Buchholz in Sachsen-Anhalt (Feldstein, weniger sorgfältig gequadert)
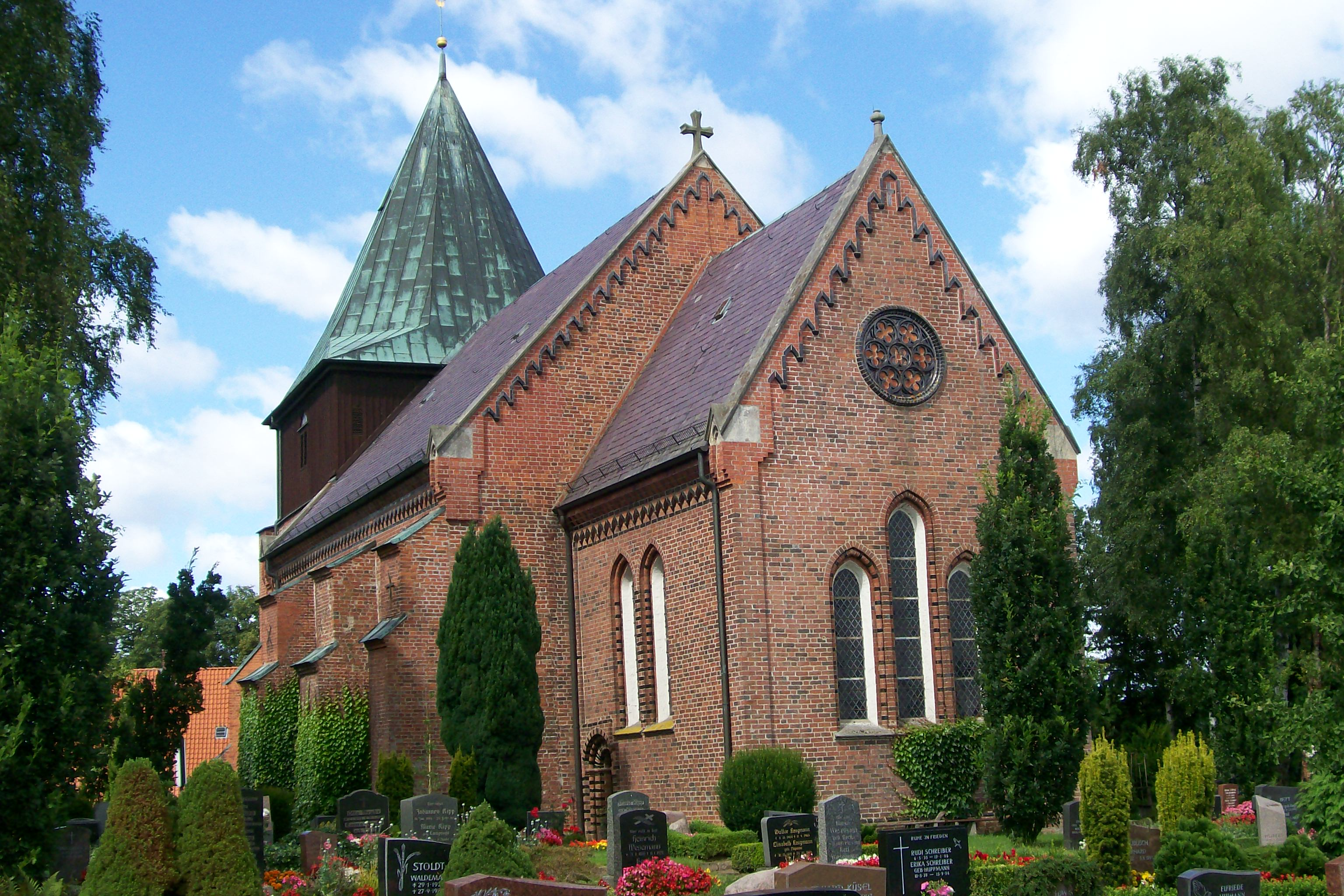
Dorfkirche Krummesse in Schleswig-Holstein (Backstein)
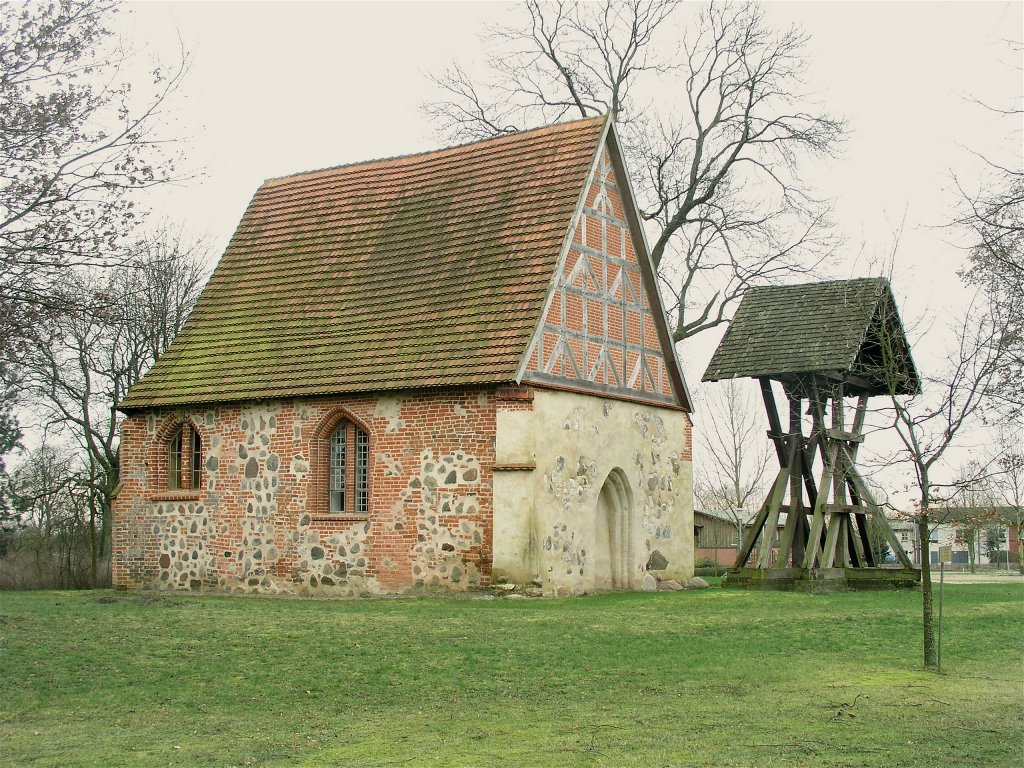
Dorfkirche Goldenstädt in Mecklenburg-Vorpommern (Mischmauerwerk)
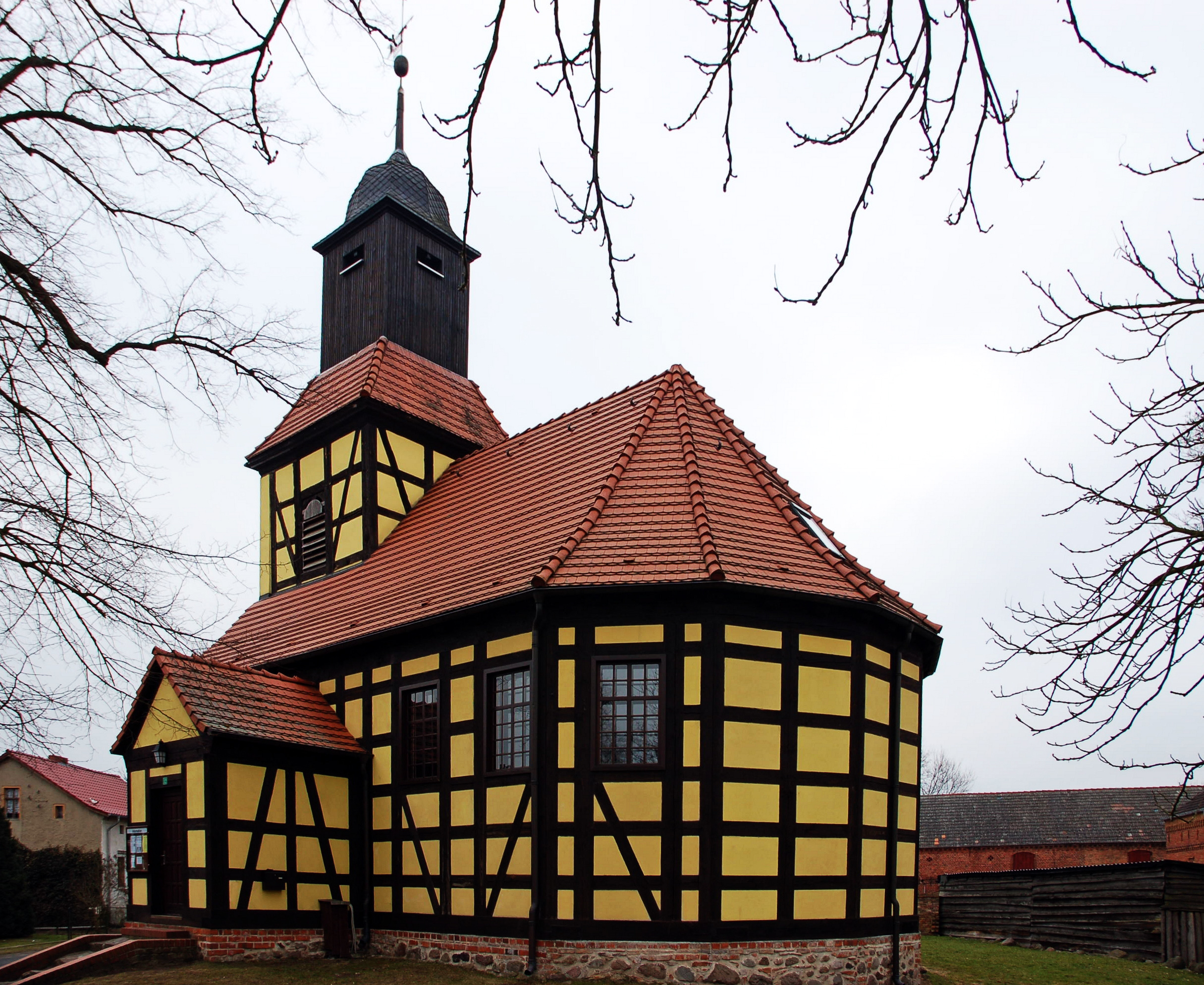
Dorfkirche Tuchen (Barnim) aus Fachwerk
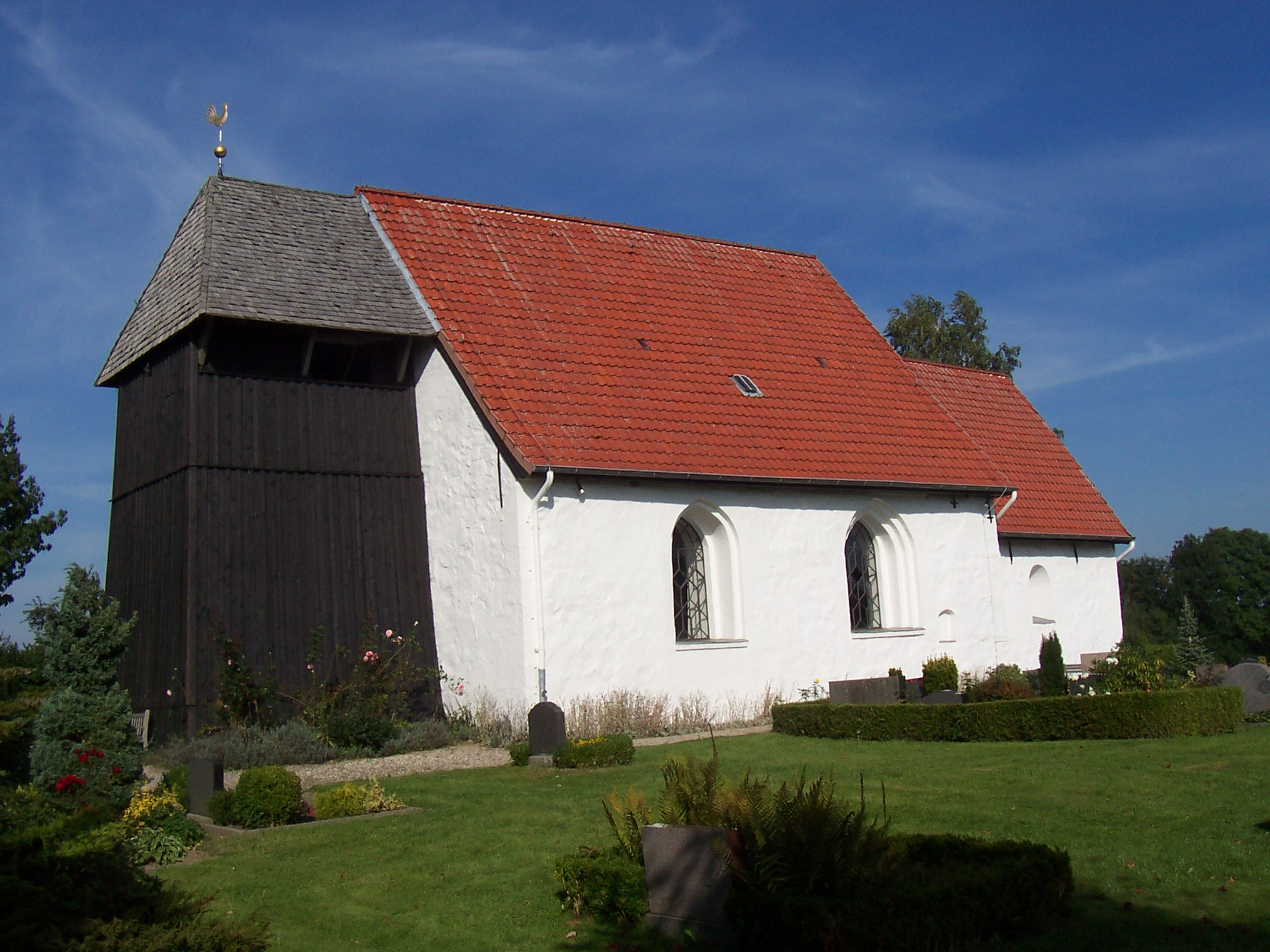
Kirche in Brodersby, Schleswig-Holstein, mit einem dort typischen, leicht konischen verbretterten Holzturm

### Niederlande
- Dorfkirche in Biggekerke
- Dorfkirche Eenum
- Dorfkirche Grootschermer
- Dorfkirche Godlinze
- Kirche Harkstede
- Dorfkirche Persingen
- Kirche Uithuizen
- Dorfkirche Wijk aan Zee

### Österreich
In Österreich sind die Dorfkirchen durchwegs die katholischen Pfarrkirchen und Filialkirchen, viele kleine Weiler des Landes haben nur eine Ortskapelle. Die heute evangelischen Kirchen sind fast ausnahmslos sekundär.
Die Listen siehe Kategorie:Römisch-katholisches Dekanat (Österreich)

### Polen

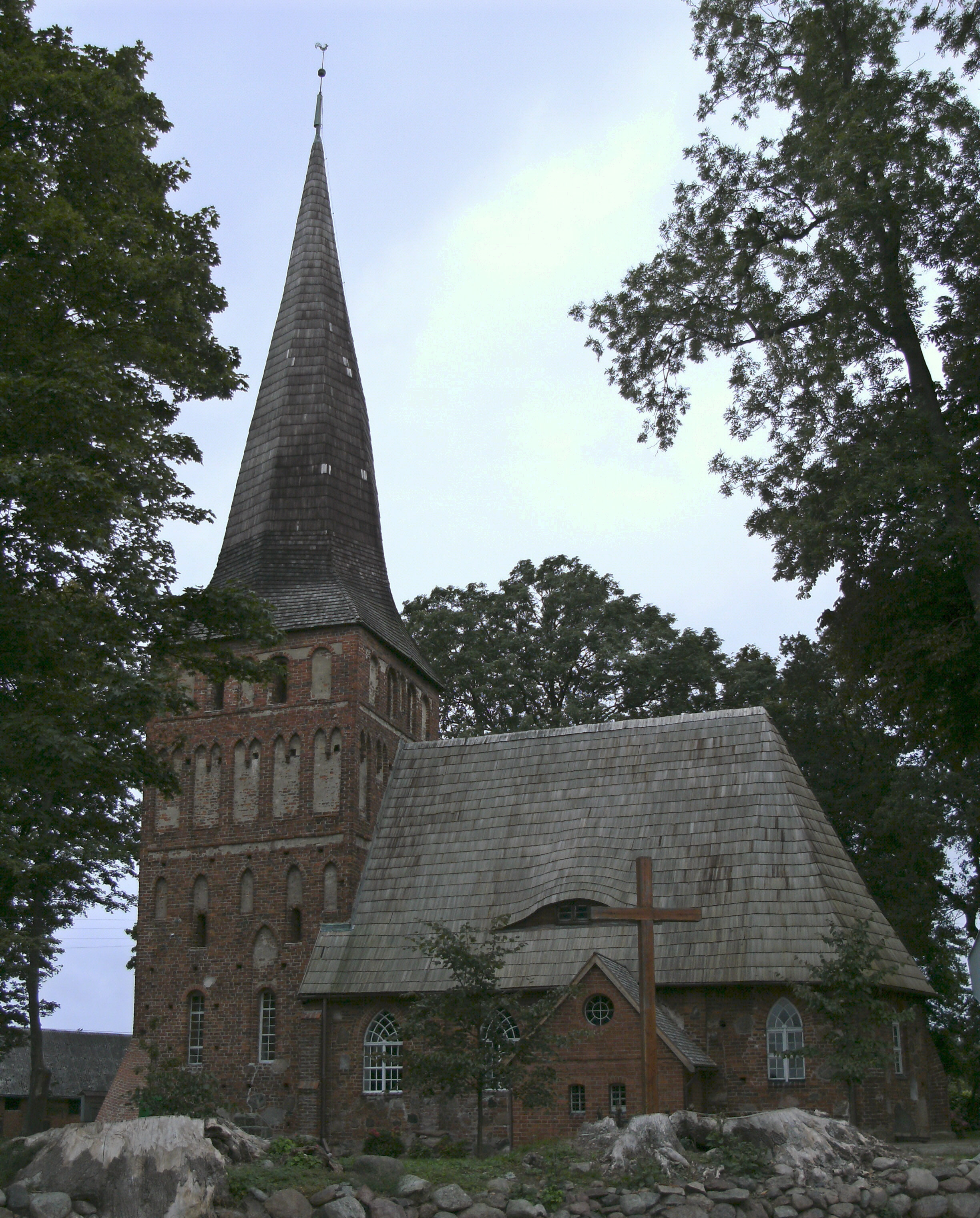
Die pommerschen Dorfkirchen (hier: Iwięcino/Eventin) sind den mecklenburgischen ähnlich.

- Dorfkirche in Bukowo Morskie/See Buckow Krs. Schlawe/Pommern
- Dorfkirche in Dobiesław/Abtshagen Krs. Schlawe/Pommern
- Dorfkirche in Iwięcino/Eventin Krs. Schlawe/Pommern
- Dorfkirche in Łącko/Lanzig Krs. Schlawe/Pommern
- Dorfkirche in Niemica/Nemitz Krs. Schlawe/Pommern
- Dorfkirche in Ostre Bardo/Wusterbarth Krs. Belgard/Pommern

### Russland
- Dorfkirche in Gwardeiskoje/Mühlhausen Krs. Preußisch Eylau/Ostpreußen

### Schweden
- Landkirche in Gotland

### Schweiz
- Dorfkirche Riehen, Kanton Basel-Stadt
- Dorfkirche Adelboden, Kanton Bern
- Kirche Amsoldingen, Kanton Bern
- Dorfkirche Langnau, Kanton Bern
- Kirche Saanen, Kanton Bern
- Dorfkirche Arosa, Kanton Graubünden